# メジャーリーガーズ
メジャーリーガーズ（Major Leaguers）は、ナムコ（後のバンダイナムコゲームス）の野球ゲーム「ファミスタシリーズ」に登場する架空の野球チームである。略称・Mチーム。
本項では、後継チームのメリケンウォーリアーズ（Meriken Warriors）についても記述する。

## 概要
ファミリーコンピュータ版ではシリーズ2作目となる『プロ野球ファミリースタジアム'87』から『ファミスタ'92』までの6タイトルに登場。この他、MSX2版とPCエンジン版『プロ野球ワールドスタジアム』及び続編の『プロ野球ワールドスタジアム'91』、ゲームボーイ版『ファミスタ』、ゲームアーツ開発・発売の『ペナントレース版』3タイトルに登場する。
その名の通りメジャーリーグベースボール（MLB）のオールスターにより編成されるチームであるが、成績や能力はほとんどの日本人選手を越えており、オーダーを入れ替えれば全員3割打者や本塁打40本以上の打線を組めるなど、作中最強のチームとして君臨し続けた。『ファミスタ'87』では最終戦でMチームを倒さないと優勝できない。それ以降は第1戦で相手を選べたり、オリジナル選手の起用などで若干倒しやすくなっている。
Mチームが登場する全13タイトルで皆勤の選手は以下の2名である。
- ホセ・カンセコ（「かんせこ」。『'88』以降は「かんせい」）
- ノーラン・ライアン（「らいあん」。『'88』以降は「らいおん」）

### 日本球界との繋がり
日本プロ野球でプレーをしたことのあるメジャーリーガーズの選手は、以下の6名がいる。名前の後のかっこ内は、Mチーム在籍時のタイトル名、在籍した日本の球団の順。
- 日本プロ野球でプレー後、アメリカに帰国しメジャーへ復帰して登録された選手は3名いる。
  - ボブ・ホーナー（ワースタ、登録名「ほおなあ」。元ヤクルトスワローズ）
  - セシル・フィルダー（『'91』 - 『'92』・『ワースタ'91』、登録名「おひるだ」。元阪神タイガース）
  - ビル・ガリクソン（『'92』、登録名「がりい」。元読売ジャイアンツ）

- メジャーリーガーズで登録された後に来日し、日本の球団でプレーをした選手は以下の3名である。
  - ジェシー・バーフィールド（『'87』、登録名「ばふい」。元読売ジャイアンツ）
  - ボビー・シグペン（『'91』、登録名「すぐぺん」。元福岡ダイエーホークス）
  - ケビン・ミッチェル（『'90』 - 『'91』・『ワースタ'91』、登録名「みっける」。元福岡ダイエーホークス)

### ユニフォームデザイン
- 『ファミスタ'87』 - 『'92』、『ワースタ』、MSX2版：赤茶基調に黒い帽子とアンダーシャツ。
- 『ワースタ'91』：赤茶色基調でズボンのみ白。

## メリケンウォーリアーズ
1992年に選手データが実名化された『スーパーファミスタ』以降、メジャーリーガーズはアメリカの都市名を冠した選手により構成されるアメリカンズにその地位を譲って登場しなくなるが、1999年発売のプレイステーション版『ワールドスタジアム3』では突如、メリケンウォーリアーズ（略称・MW）に改称して登場する。ユニフォームは黒基調に袖のラインが黄色で、福岡ソフトバンクホークスのビジター用に似たデザインとなっている。
メリケンウォーリアーズはアメリカンズと異なり選手名がすべて実在選手の変名である点からも事実上のメジャーリーガーズ復活と言えたが、2001年発売の『ワールドスタジアム5』と翌2002年発売の『ファミスタアドバンス』を最後に登場しなくなり、2003年にゲームキューブで発売された『ファミリースタジアム2003』以降は完全に姿を消している。